# 서부대개발
서부 대개발(西部大開發, 영어: China Western Development, Great Western Development Strategy, Open Up the West Program)은 중국의 동부 연해 지구 중심의 경제발전으로 뒤처진 내륙 서부 지구를 경제성장 궤도로 끌어 올리기 위해 중화인민공화국 국무원이 실시하고 있는 개발정책 및 그 결과로서의 경제 동향을 가리킨다. 그 정책은 2000년 3월의 전국인민대표대회에서 정식 결정된 4개의 주요 프로젝트는 다음과 같다.
- 서전동송(西電東送): 서부의 전기를 동부로 보냄.
- 남수북조(南水北調): 남부의 수자원을 북부로 보냄.
- 서기동수(西氣東輸): 서부의 천연가스를 동부로 보냄.
- 칭짱철도(靑藏鐵道): 시닝과 라싸를 연결하는 철도.

## 개요
덩샤오핑의 「선부기래」(先富起來)의 구호아래(선부론), 중국 동부 연해 지방은 개혁개방 정책의 혜택을 받아, 눈부신 경제발전을 이루었다. 그러나 내륙의 여러 지역은 뒤떨어져 연해 지방과의 소득 격차가 확대되었다. 이 때문에 장쩌민 정권은 2000년부터 국무원에 서부개발 지도소조를 신설해 서부 대개발 계획을 출범시켜, 철도·도로 건설 등의 인프라 정비나 투자환경의 정비, 과학 교육의 발전 등의 우대 정책을 실시했다. 새롭게 발족한 후진타오 정권도 서부 개발은 부동의 정책이라고 표명하고 있다.
중앙정부에서 중국 서부에 투입된 프로젝트 예산은 벌써 4,600억 위안에 이르러, 중앙 재정으로부터 지방 정부에의 재정 지출금과 특정 사업의 보조금은 누계로 5,000억 위안을 돌파했다. 이러한 중앙정부의 투자 정책으로 인해 서부 여러 성의 GDP 성장률은 2000년 8.5%, 2001년 8.8%, 2002년 10.0%, 2003년 11.3%를 기록하였고, 2004년이나 추계에서는 전년을 초과한 경제성장이 계속되고 있다.
관공서에 의한 중국 경제 통계가 과장될 수 있다는 점을 감안해도 산업 개발이 진행되고 있는 것은 부정할 수 없다. 단지 출발점이 되는 경제 수준이 너무 낮아, 경제성장이 계속되어도 고소득이 실현된 것은 아니다. 서부 대개발의 목적은 풍족한 사회의 실현이 아니고, 빈곤으로부터의 탈출에 지나지 않는 것이다.

## 서부내륙부
중국 서부에는 간쑤성, 구이저우성, 닝샤 후이족 자치구, 칭하이성, 섬서성, 쓰촨성, 티베트 자치구, 신장 위구르 자치구, 윈난성 및 충칭시의 10성구시가 포함된다. 이들 지역은 전국 3분의 2의 국토 면적과 22.8%의 인구를 가지고 있으며, 풍부한 광물자원이나 수력을 포함한 에너지 자원, 개척을 기다리는 토지 자원, 소수민족의 다양한 문화를 가지는 관광 자원이 존재한다. 최근 국무원은 중국 서부 대개발의 범위에 10성구시에 내몽고 자치구와 광시 좡족 자치구도 추가해, 12성(구,시)로 설정하였다.

## 외자유치정책
외국 기업의 서부 지구 투자를 장려하기 위해, 각종 우대 정책을 실시하여, 세제 우대조치로서 최초 3년간 기업 소득세율을 15% 삭감해주고, 수출 기업에는 세율을 10%로 한다. 동시에 서부 성구시에는 연해성시와 동등한 권한이 주어져 3,000만 달러 이내의 외자 프로젝트이면 단독으로 허가할 수 있다.

## 에너지 개발
수자원이 풍부한 서부에서 생산된 전력을 동부에 보내는 프로젝트는 발전 용량 누계 3,600만 Kw 분의 발전시설이 벌써 착공해, 새롭게 설치된 송전·변전설비의 전선 총길이는 13,300km가 넘는다. 또 신장이나 칭하이, 닝샤 등 서부에서 생산한 천연가스를 동부에 수송하는 파이프라인 프로젝트는 2004년 12월 30일에 상업 운영이 시작되었다. 특히 신장에서는 타림 유전, 준가르 유전, 투하 유전의 3대 유전과 독일 야마코, 우르무치, 곳간 마이, 쿠차, 타림의 5대정유 공장을 중심으로 한 개발이 진행되고 있다.

## 인프라 건설
사회 간접 자본 건설 프로젝트로는 연운항과 란저우를 연결하는 농해선이나 칭하이성과 티베트를 연결하는 칭짱철도 등이 있어, 새롭게 착공된 중점 프로젝트는 60건, 투자액은 약 8,500억 위엔에 이른다. 새롭게 개통한 도로는 약 91,000 km, 새롭게 부설된 철도는 4066.5lm가 되고 있다. 특히 칭짱철도는 티베트의 해발 4,000m 지대에 철도를 건설하는 난공사였다.

## 과학기술 진흥
섬서성의 관중평원으로 4 곳의 국가급 개발구와 3 곳의 성급 개발구 및 수십 곳의 산업 파크나 과학기술 파크를 연동시켜, 전자 산업, 소프트웨어, 바이오 테크놀러지, 항공우주 산업, 군사 산업 등의 하이테크 산업을 발전시킬 계획이다.

## 변경 무역
또 러시아, 중앙아시아, 파키스탄, 인도, 미얀마 등과 국경을 접하는 변경 지대는 제2의 황금 지대로 자리매김되고 있다. 청두, 시안, 우루무치 등의 서부 대도시에서는 이들 여러 나라들과의 무역 진흥을 목적으로 한 각종 무역박람회를 개최하고 있다. 실제로 신장, 티베트, 윈난 등에서 인접한 여러 나라들과 실시하는 무역량이 증대하고 있다.

## 각종 지원
중국인민은행은 2004년 말 현재, 중국의 금융기관이 서부 12성(구, 시)에 대출한 잔고가 2조 9,500억 위엔에 이르렀다고 발표했다. 단지 소수민족 지역에서는 여전히 빈곤이 여전하고, 의무 교육마저 철저하지 않으며, 급격한 산업개발과 함께 장기적인 안목에 입각한 교육의 충실도 필요하다. 이 때문에 국무원은 서부 각지의 빈곤지구에 교원 등 각종의 자격을 가진 지원자 수 만명을 보내는 등의 인적 지원도 하고 있다. 또 동부 연해 지방의 도시가 서부 지구의 도시와 국내 우호 도시 관계를 엮어, 자금 등의 원조도 시행하고 있다.

## 같이 보기
- 환보하이만 경제권
- 창강 삼각주 경제권
- 주강 삼각주 경제권